# Jalouse (chanson)
Pour les articles homonymes, voir Jalouse.
Singles de Mademoiselle K
Ça me vexe
(2006) Grave
(2008)
Jalouse est une chanson de Mademoiselle K sortie en 2007 et issue de son premier l'album Ça me vexe.